# Serpenna
Il Serpenna è un fosso della provincia di Siena, in Toscana.
Il corso d'acqua nasce sulla Montagnola Senese presso la località di Poderuccio, nel comune di Siena, a nord-est della frazione di Volte Alte. Lambisce la frazione di Sant'Andrea a Montecchio e curva subito dopo verso ovest toccando l'abitato di Volte Basse. Unitosi con il torrente Rigo presso Ampugnano, continua verso sud costeggiando da occidente la frazione di San Rocco a Pilli e va a confluire nel Merse in località Molino del Palazzo, presso Orgia.
Il Serpenna ha lo scopo principale di stabilizzare e far defluire correttamente l'acqua che arriva tramite il torrente Rigo nel fiume Merse. Questo avviene per mezzo di dighe, incanalature e strutture artificiali fatte costruire nella seconda metà del XVIII secolo dal granduca Pietro Leopoldo.